# Francesco Nasini
Francesco Nasini (o Nasoni) fue un pintor italiano del siglo XVII nacido en Piancastagnaio, Siena, en 1611 o 1621 y fallecido en Castel del Piano en 1695. 
Fundó junto a su hermano Antonio Annibale una dinastía de pintores, de la que su hijo Giussepe Nicola es el más famoso. 
Encuadrado entre los periodos manierista y barroco de la escuela florentina, gran parte de su labor artística conservada se compone de frescos, retablos y otras obras religiosas en iglesias y abadías.

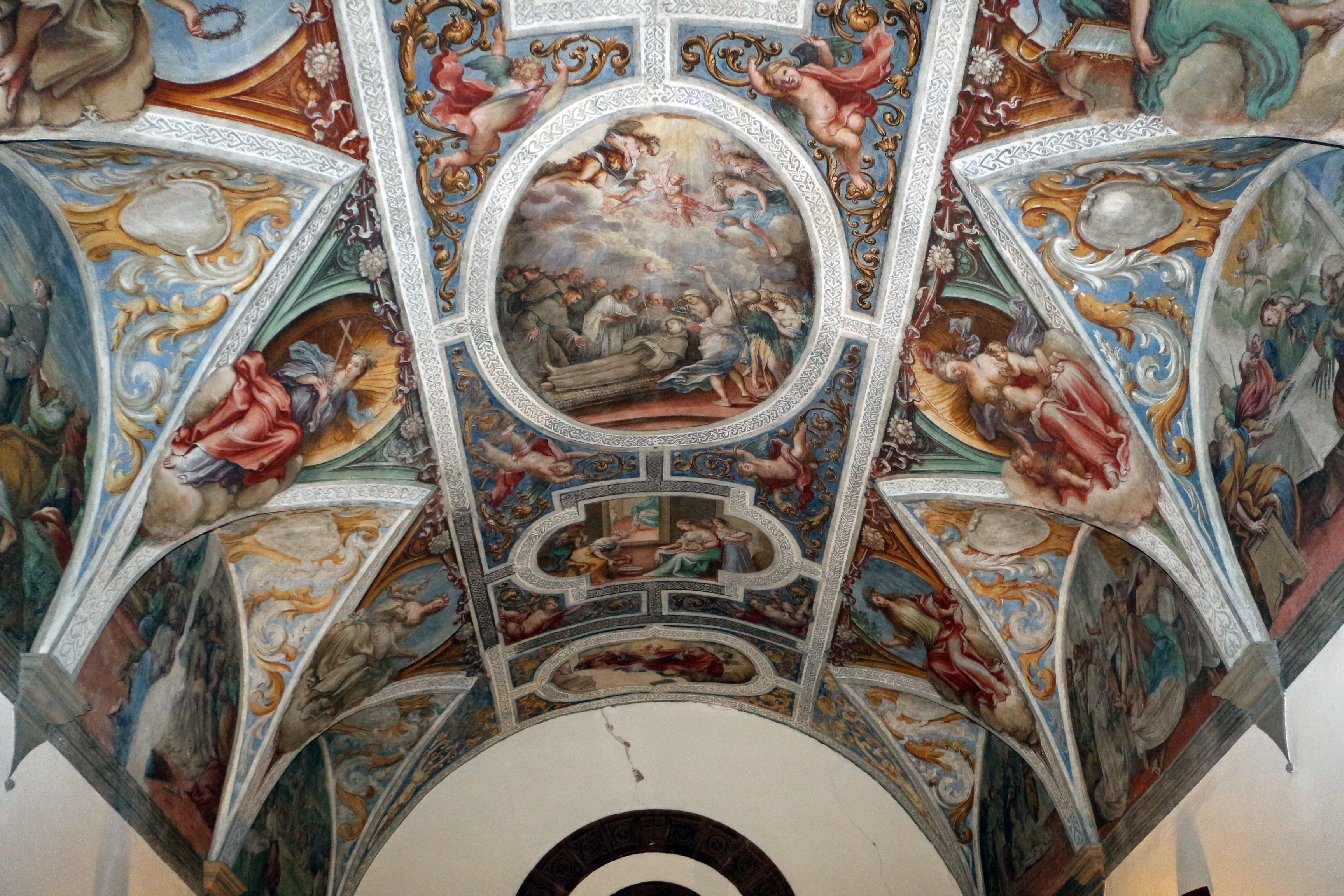
Frescos en Grosseto.

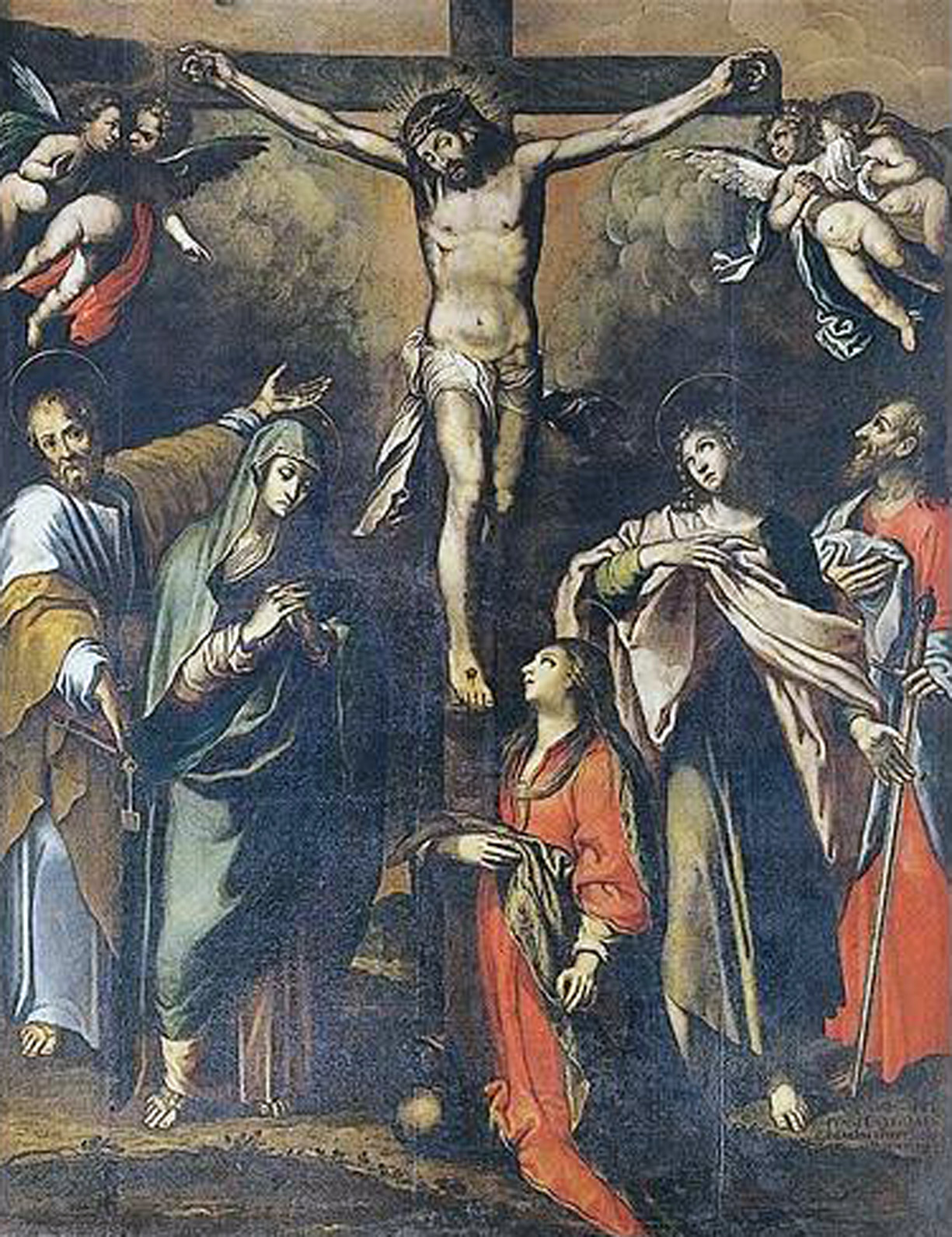
Crucifixión en Roccalbegna.

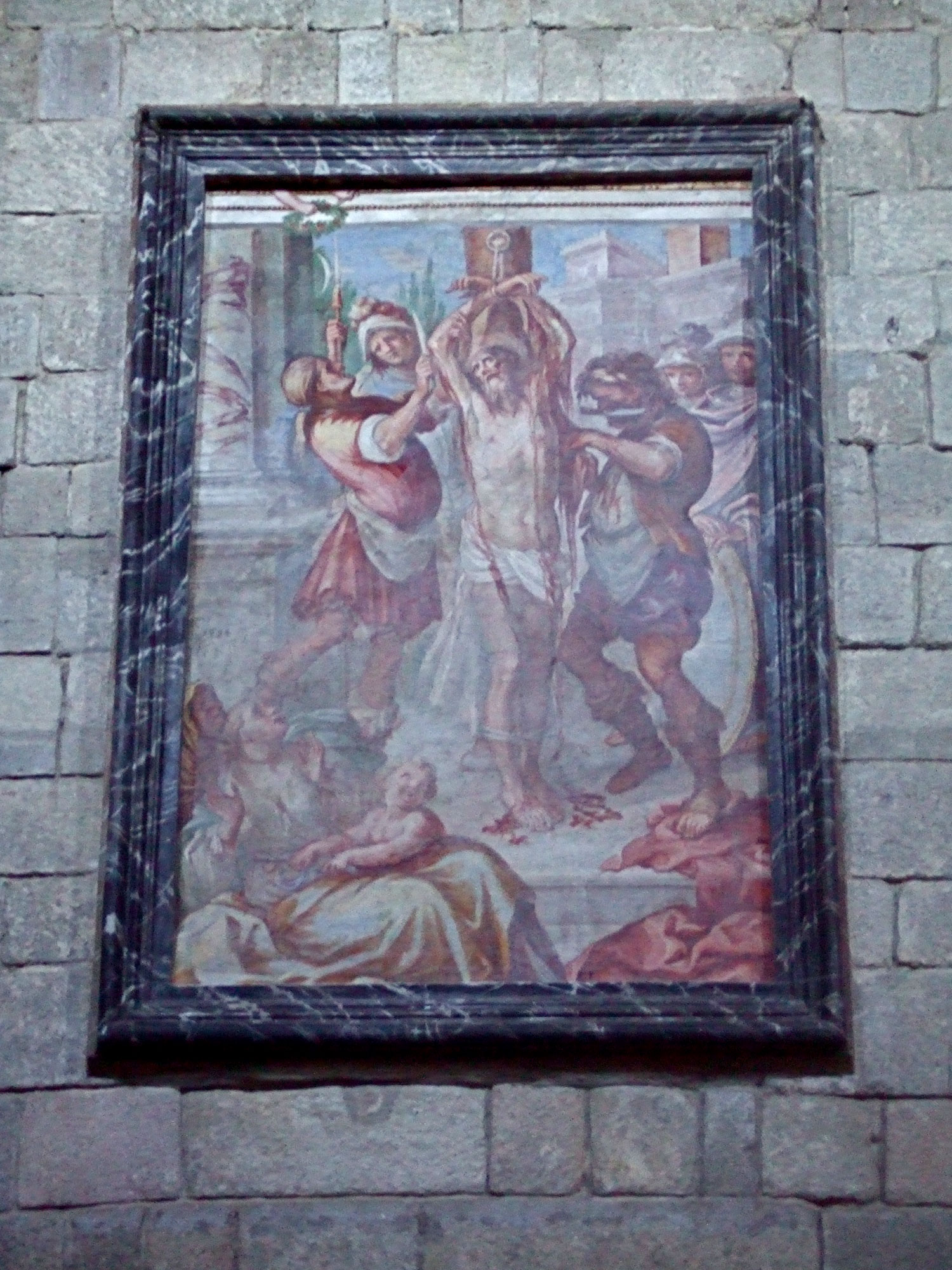
Martyrio de San Bartolomé en Abbadia San Salvatore.

## Obras
En Grosseto:
- Frescos en la capilla de la Iglesia San Antonio de San Francisco.

En Grotte di Castro:
- Retablos de Nuestra Señora del Rosario y los Misterios del Rosario, Basílica di San Giovanni Battista.

En Arcidosso:
- Santos y mártires, frescos de la Iglesia de la Misericordia.

En Castelnuovo Berardenga:
- Sacra Famiglia, Chiesa dei SS. Giusto e Clemente.

En Roccalbegna:
- Chiesa dei SS. Pietro e Paolo e Raccolta dell'Oratorio del SS. Crocifisso.
  - Madonna del Carmine ei Santi Cristoforo e Jacopo
  - Crocifissione.
  - Ecce Homo.
  - Risorto Cristo.
  - Madonna col Bambino.
  - San Nicola di Bari e Sant'Antonio da Padova con Bambino Gesù.[1]

En Castel del Piano:
- Madonna Madonna del Carmine y Ginanneschi, Chiesa della Madonna delle Grazie.
- Verificación vera della Croce, Chiesa del SS. Sacramento.
- Lo sposalizio della Vergine (1664), Chiesa di San Giuseppe.

En Abbazia San Salvatore:
- Martirio de San Bartolomé.
- Vida de la Virgen (1653-1659).
- La leyenda del Rey Ratchis (1652-1653).
- Natividad.
- Frescos de la rectoría con su hermano Antonio Annibale.